# بيبي غويزار
بيبي غويزار (بالإسبانية: Pepe Guízar)‏ هو ملحن وكاتب أغاني مكسيكي، ولد في 12 فبراير 1912 في غوادالاخارا في المكسيك، وتوفي في 27 سبتمبر 1980.

## وصلات خارجية
- بيبي غويزار على موقع IMDb (الإنجليزية)
- بيبي غويزار على موقع ميوزك برينز (الإنجليزية)
- بيبي غويزار على موقع قاعدة بيانات الفيلم (الإنجليزية)